# Canadian Soccer League 2012
La temporada de la Canadian Soccer League 2012 comenzó el 5 de mayo y llegó a su fin el 27 de octubre. Toronto Croatia ganó el campeonato con una victoria por 1-0 sobre Montreal Impact Academy.

## Cambios del 2011
Cada equipo jugará dentro del 22 juegos para la temporada 2012.

## Goleadores
Estadísticas actualizadas al 7 de octubre de 2012.
| Posición | Jugador                 | Club                  | Goles |
| -------- | ----------------------- | --------------------- | ----- |
| 1        | Dražen Vuković          | SC Waterloo Region    | 20    |
| 2        | Zoran Rajović           | Serbian White Eagles  | 18    |
| 3        | Marin Vučemilović-Grgić | Toronto Croatia       | 16    |
| 4        | Richard West            | Serbian White Eagles  | 15    |
| 5        | David Guzmán            | Brampton United       | 14    |
| 6        | Tihomir Maletić         | Toronto Croatia       | 13    |
| 6        | Miloš Šćepanović        | Brampton United       | 13    |
| 8        | Joey Melo               | Mississauga Eagles FC | 12    |
| 8        | Jarek Whiteman          | SC Toronto            | 12    |
| 10       | Jonathan Osorio         | SC Toronto            | 11    |
| 11       | Mademba Ba              | Kingston FC           | 10    |
| 11       | Sergio Camargo          | TFC Academy           | 10    |

## Equipos
| Equipo                        | Ciudad            | Estadio                                 |
| ----------------------------- | ----------------- | --------------------------------------- |
| Brampton United               | Brampton, ON      | Victoria Park                           |
| Brantford Galaxy              | Brantford, ON     | Lions Park                              |
| Kingston FC                   | Kingston, ON      | CaraCo Home Field                       |
| London City                   | London, ON        | Cove Road Stadium                       |
| Mississauga Eagles FC         | Mississauga, ON   | Hershey Centre                          |
| Montreal Impact Academy (U21) | Montreal          | CS St. Jean De Vianney                  |
| Niagara United                | Niagara Falls, ON | Kalar Park Sports Field                 |
| North York Astros             | North York, ON    | Esther Shiner Stadium                   |
| SC Toronto                    | Toronto           | Lamport Stadium                         |
| SC Waterloo Region            | Waterloo, ON      | Seagram Stadium St. David's High School |
| Serbian White Eagles          | Etobicoke         | Centennial Park Stadium                 |
| St. Catharines Roma Wolves    | St. Catharines    | Club Roma                               |
| TFC Academy (U18)             | Toronto           | Downsview Park                          |
| Toronto Croatia               | Etobicoke         | Centennial Park Stadium                 |
| Windsor Stars                 | Windsor, ON       | Windsor Stadium                         |
| York Region Shooters          | Maple, ON         | St. Joan of Arc High School             |

## Clasificación
| Pos. | Equipo                  | PJ | PG | PE | PP | GF | GC | DG  | Pts. |                                    |
| ---- | ----------------------- | -- | -- | -- | -- | -- | -- | --- | ---- | ---------------------------------- |
| 1    | Toronto Croatia         | 22 | 15 | 6  | 1  | 57 | 13 | +44 | 51   | Clasificado a los Cuartos de final |
| 2    | Montreal Impact Academy | 22 | 14 | 5  | 3  | 52 | 17 | +35 | 47   | Clasificado a los Cuartos de final |
| 3    | SC Toronto              | 22 | 14 | 4  | 4  | 51 | 16 | +35 | 46   | Clasificado a los Cuartos de final |
| 4    | Windsor Stars           | 22 | 12 | 4  | 6  | 46 | 21 | +25 | 40   | Clasificado a los Cuartos de final |
| 5    | York Region Shooters    | 22 | 9  | 11 | 2  | 33 | 19 | +14 | 38   | Clasificado a los Cuartos de final |
| 6    | Serbian White Eagles    | 22 | 10 | 5  | 7  | 48 | 35 | +13 | 35   | Clasificado a los Cuartos de final |
| 7    | TFC Academy             | 22 | 10 | 5  | 7  | 42 | 28 | +14 | 35   | Clasificado a los Cuartos de final |
| 8    | Niagara United          | 22 | 10 | 3  | 9  | 34 | 36 | -2  | 33   | Clasificado a los Cuartos de final |
| 9    | SC Waterloo             | 22 | 10 | 1  | 11 | 46 | 37 | +9  | 31   |                                    |
| 10   | Mississauga Eagles FC   | 22 | 8  | 5  | 9  | 42 | 44 | -2  | 29   |                                    |
| 11   | Brampton United         | 22 | 8  | 4  | 10 | 49 | 35 | +14 | 28   |                                    |
| 12   | London City             | 22 | 7  | 7  | 8  | 34 | 55 | -21 | 28   |                                    |
| 13   | Brantford Galaxy        | 22 | 8  | 1  | 13 | 40 | 68 | -28 | 25   |                                    |
| 14   | Kingston FC             | 22 | 4  | 1  | 17 | 23 | 61 | -38 | 13   |                                    |
| 15   | St. Catharines Wolves   | 22 | 1  | 5  | 16 | 13 | 67 | -54 | 8    |                                    |
| 16   | North York Astros       | 22 | 2  | 1  | 19 | 15 | 73 | -58 | 7    |                                    |

## Fase final

### Cuartos de final
| Fecha                 | Estadio                 | Local                   | Marcador   | Visita               | Ref |
| --------------------- | ----------------------- | ----------------------- | ---------- | -------------------- | --- |
| 13 de octubre de 2012 | Lamport Stadium         | SC Toronto              | 0-1 (pro.) | Serbian White Eagles | 1   |
| 14 de octubre de 2012 | Saputo Stadium          | Montreal Impact Academy | 2-0        | TFC Academy          | 2   |
| 14 de octubre de 2012 | Windsor Stadium         | Windsor Stars           | 0-1        | York Region Shooters | 3   |
| 14 de octubre de 2012 | Centennial Park Stadium | Toronto Croatia         | 2-0        | Niagara United       | 4   |

### Semifinales
| Fecha                 | Estadio                 | Local                   | Marcador | Visita               | Ref |
| --------------------- | ----------------------- | ----------------------- | -------- | -------------------- | --- |
| 21 de octubre de 2012 | St Jean de Vianney      | Montreal Impact Academy | 3-1      | York Region Shooters | 5   |
| 21 de octubre de 2012 | Centennial Park Stadium | Toronto Croatia         | 4-0      | Serbian White Eagles | 6   |

### Final
| 27 de octubre de 2012 | Toronto Croatia             | 1-0     | Montreal Impact Academy | Centennial Park Stadium, Toronto                       |                                                        |
| 15:00                 | Marin Vučemilović-Grgić 83' | Reporte |                         | Asistencia: 200 espectadores Árbitro(s): Yusri Rudolph | Asistencia: 200 espectadores Árbitro(s): Yusri Rudolph |

### Campeón
| Canadian Soccer League 2012 |
| --------------------------- |
| Bandera de Toronto          |
| Toronto Croatia 5º Título   |